# Alegeri legislative în Austria, 2006
Alegerile generale din 2006 pentru Consiliul Național în Austria au avut loc pe 1 octombrie 2006.
În urma alegerilor legislative din Austria în 1999, Partidul Popular Austriac (ÖVP) a format un guvern de coaliție cu Partidul Libertății din Austria (FPÖ) și mai târziu Alianța pentru Viitorul Austriei (BZÖ). Ca urmare a alegerilor din 2006 coaliția ÖVP-BZÖ a pierdut majoritatea în parlament. Dupa trei luni de negocieri, a fost anunțat pe 8 ianuarie ca Partidul Social Democrat din Austria (SPÖ) și ÖVP ar forma o mare coaliție cu liderul SPÖ Alfred Gusenbauer devenind următorul cancelar.

## Partidele parlamentare

### Partidul Popular Austriac
Partidul Popular Austriac a contestat alegerile avândul ca lider pe cancelarul Wolfgang Schüssel. A fost prima alegere federală în Austria din 1970 în care partidul a intrat ca cel mai puternic partid.Sloganele utilizate de partid în campanie au fost “ Sigura. Austria” (Sicher. Österreich), “Austia. Aici suntem bine” (Österreich. Hier geht's uns gut.) si “Austria. Sta mai bine” (Österreich. Bleibt besser.). De asemenea au atacat Partidul Social Democrat atestându-i lipsa  competenței economice, în mod repetat ridicând așa numita afacere BAWAG.  ÖVP  a citat un număr mare de academicieni și perioade scurte de studiu ,conform acestora din cauza introducerii taxelor de școlarizare, ca unele din succesele lor. De asemenea au capitalizat cu privire la politicile femeilor, incluzând faptul că era primul cabinet austriac cu jumatate de minister de sex feminin și numind o femeie președinte a Curtii Supreme pentru prima data.

### Partidul Social Democrat din Austria
Partidul  Social Democrat a fost condus de Alfred Gusenbauer în campania alegerilor.Temele campaniei lor includeau creșterea somajului în randul tinerilor, critica guvernului lui Schüssel a reformei pensiilor precum și comanda luptatorilor  lui Eurofighter Typhoon care au vrut sa anuleze  în cazul lor intrarea în  guvern. De asemeni au criticat abolirea Ministerului Femeilor și au promis că vor abolii taxele de școlarizare pentru universități.
După ce a fost primul în sondajele de opinie pentru mult timp,din martie 2006 începând Partidul Popular Austriac a fost înaintea lor . Principalul motiv pentru acesta s-a crezut că a fost afacerea “BAWAG”: Banca pentru Muncă și Economie (Bank für Arbeit und Wirtschaft) în care social democrații au dominat Federația Sindicatelor din Austria a avut  majoritatea, a fost aruncată țn turbulențe ducând la dispute în partid.
Pe 3 septembrie 2006 Partidul Social Democrat și Forumul Liberal au format o alianța electorală cu scopul de a preveni un nou guvern condus  de ÖVP.

### Partidul Liberal din Austria
Partidul Liberal din Austria a mers în campanie cu liderul de partid Heinz-Christian Strache ca lider candidat.
Media a considerat inițiativa “ Ramai libera Austria” (Volksbegehren "Österreich bleib frei") ca startul campaniei. Câteva puncte din programul partidului care le-au  evidențiat au fost: Neaderarea Turciei la Uniunea Europeana și respingerea Constituției Europene , nicio creștere a contribuțiilor Austriei la Uniunea Europeana, agravarea legilor cetațeniei, oprirea imigrației și combaterea abuzului de azil.

### Verzii — Alternativa Verde
Candidatul conducător pentru Partidul Verde a fost liderul Alexander Van der Bellen.
Verzii au început campania pre-electorala în mai 2006 cu prezentarea a doua “Carți Negre Negre”. “Cartea neagră neagră” concetrată pe critica lor pentru  guvernul Partidului Populist, “Carea Neagră Roșie” critica performața  opoziției Partidului Social Democrat. Verzii acuză ambele partide de violarea drepturilor umane, primele critici fiind reforma in domeniul azilului din 2005 și legile drepturilor străinior, cu care Partidul Social Democrat a fost de acord. Centrul campaniei lor a fost promovarea energiei alternative, îmbunătățirea situației femeilor muncitoare , introducerea unei cereri orientate spre securitatea socială de baza (Grundsicherung),o reformă a educației și introducerea unui sistem- punct pentru imigrare, favorizând în special imigranții calificați.
Ei au început abolirea taxelor de școlarizare pentru universități și anularea ordinului pentru Euroluptător drept condiție pentru intrarea  într-un guvern.

### Alianța pentru  viitorul Austriei
BZÖ a intrat în campanie cu Peter Westenthaler, liderul Partidului Liberal în calitate de lider candidat.
Peter Westenthaler a fost ales ca lider de partid intr-un  summit special al partidului pe 23 iunie 2006. Partidul a contestat alegerea ca “ Libertatea gândirii- ListaWestenthaler's- BZÖ" (Die Freiheitlichen – Liste Westenthaler – BZÖ).
După ce Partidul Liberal a obținut  un ordin preliminar, BZÖ a trebuit să elimine sintagma “ Libera gandire” din panourile sale, ea a rămas ,totuși, pe buletinele de vot.
Partidul a prezentat un program electoral cu titlul “ 10 puncte împotriva  unei schimbări spre stânga în Austria”  . Politici incluse: scăderea numărului de străini cu 30%, limite pentru împărțirea în clase a non- nativilor vorbitori de germana și încheierea negocierilor de aderare ale Uniunii Europene cu Turcia.
Pe 25 septembrie, cu sase  zile înaintea alegerilor, Ministrul de Justitie Karin Gastinger,deputatul  lider al BZÖ și liderul candidat al partidului în Styria și-a anunțat părăsirea partidului. Ca motivație pentru decizia sa ea a declarat “ Nu vrea sa fie activă printr-o mișcare politică ce este xenofobă, care operează cu frică”.

## Partidele extraparlamentare

### Partidul Comunist din Austria
Candidatul conducator al Partidului Comunist din Austria a fost Mirko Messner.Sperând  pentru un mandat de baza în circumscripția Graz, Partidul Comunist a făcut uz greu de politicianul stirian Ernest Kaltenegger care a reușit să obțină unul dintre cele mai bune rezultate electorale din istoria partidului când a caștigat 20% din voturi în alegerile municipale din Graz. Puncte din campania lor electorală includeau o taxă pentru cei bogați precum și pensii mai mari și salarii minime.

### Lista Dr. Martin - pentru democrație, control, justiție
Hans-Peter Martin, MEP, a anunțat în iulie 2006 că el a încercat să conducă  propriul partid. El s-a concentrat pe  criticarea partidele stabile și a incearcat să atragă voturi de protest. Din cauza unei limite privind denumirea scurtă ,de cinci litere,  a  partidului pe buletinele de vot , numele partidului a fost MATIN.

## Alte partide
Cinci partide au reușit să asigure destule semnături pentru a funcționa în unele circumscripții regionale:
- Retragerea din UE-  Neutralitatea gratuită a Austriei
- Partidul Social de Stânga,  Lista împotriva Capitalismului și a rasismului în Viena
- Desigur - Absolut - Independentul, Radinger Franz în Carintia
- Inițiativa 2000 în Burgenland
- Lista puternică în Carinthia

## Sumarul rezultatelor
- ÖVP a pierdut multe din voturile pe care le-au luat de la FPÖ în alegerile din 2002
- Partidul Social Deomocrat din Austria (SPÖ) a pierdut puține voturi și a recâștigat astfel o pluralitate.
- Partidul Austiac Verde a primit mai mult de 11% din voturi și tras înainte de Partidul Liberal.
- FPÖ a crescut ușor cota  de voturi dar a ratat locul al treilea cu 500 de voturi.
- BZÖ, care s-a desprins din FPÖ în 2005 a trecut pragul de 4% și va fi reprezentat în noul parlament.
- Partidul Comunist austriac  (KPÖ) a crescut cota de voturi la 1%.
- Lista lui Hans Peter Martina primit 2,8%. Atât lista lui cât și KPO sunt sub pragul de 4%, care este necesar pentru o reprezentare parlamentară.
- Forumul Liberal a decis să nu stea în alegeri, citând program fix, precum și lipsa finanțelor și a unui lider de partid corespunzător. Cu toate acestea, la 3 septembrie 2006, SPÖ a anunțat o alianță electorală cu LIF (unele dintre candidați LIF vor sta pe lista partidului SPÖ , asigurându-se că cel puțin președintele LIF-ului  Alexander Zach va fi un membru al Parlamentului următoar).